# Лэндор, Розалин
Розалин Лэндор (англ. Rosalyn Landor, род. 7 октября 1958, Хампстед, Лондон, Англия) — англо-американская актриса театра и кино. Также знаменита озвучиванием мультфильмов и аудиокниг.

## Биография и карьера
Лэндор родилась в Лондонском городке Хампстед. Свою карьеру, она начала в 1968 году, в возрасте 7 лет, после своей роли Пегги Итон в фильме «Выход дьявола». Позднее, актриса сыграла роль Элен Бёрнс в телевизионном фильме «Джейн Эйр». В 1972 году, она также исполнила роль Сары Латимер в фильме «Удивительный Мистер Бланден», основанный на книге Антонии Барбер «Призраки».
В настоящее время проживает в Лос-Анджелесе, штате Калифорния, занимаясь озвучиванием аудиокниг и некоторых персонажей мультфильмов Диснея.

## Интересные факты
Является официальным голосом Синей Феи из диснеевского мультфильма «Пиноккио», начиная с 1999 года.